# Jens Kristiansen
Jens Kristiansen (født 25. maj 1952 i København) er en dansk skakspiller, International Mester og tredobbelt danmarksmester.

## Karriere
Han har tre gange været dansk mester i skak i 1979, 1982 og 1995. I 1979 opnåede han FIDEs titel International Mester.
Han vandt North Sea-mesterskabet i 1977.
På det danske landshold deltog han i Skakolympiaderne i 1978, 1982, 1984 og 1990.
Sit bedste resultat opnåede han i 2012, hvor han vandt verdensmesterskabet for seniorer (spillere over 60 år) og som følge heraf blev udnævnt til stormester. I 2013 blev han ved samme mesterskab nr. 2 med samme score (8,5 pts. af 11) som vinderen, men dårligere korrektion. I 2019 blev Jens Kristiansen europamester ved senior-EM i skak for aldersgruppen over 65 år.
Hans højeste Elo-rating var 2480 i januar 1987. Efter sejren ved senior-VM var det 2455.